# Erinne Willock
Erinne Willock, née le 2 octobre 1980 à Victoria (Colombie-Britannique) est une coureuse cycliste canadienne, membre de l'équipe Webcor Builders. Elle a notamment été médaillée d'argent du contre-la-montre aux championnats panaméricains en 2006.

## Palmarès
- 2004
  - 3e du Tour de Toona
  - 3e du championnat du Canada sur route
- 2005
  - San Dimas Stage Race
    - Classement général
    - 2e étape

  - 2e du championnat du Canada sur route
- 2006
  - Joe Martin Stage Race
    - Classement général
    - 3e étape

  -  Médaillée d'argent du contre-la-montre aux championnats panaméricains
  - 3e du Tour of the Gila
- 2007
  - Tour de Gastown
- 2008
  - 3e du Tour de Nouvelle-Zélande
- 2009
  - 7e du championnat du monde sur route
  - 8e de la Coupe du monde cycliste féminine de Montréal
- 2010
  - 5e étape du Nature Valley Grand Prix
  - 2e étape de la Cascade Classic
  - 3e de la Cascade Classic
- 2011
  - 2e du Nature Valley Grand Prix
  - 3e du championnat du Canada sur route